# Platyptilia
Platyptilia là một chi bướm đêm thuộc họ Pterophoridae.

## Các loài
- Platyptilia aarviki Gielis, 2008
- Platyptilia ainonis Matsumura, 1931
- Platyptilia albicans (Fish, 1881)
- Platyptilia amphiloga Meyrick, 1909
- Platyptilia anniei Gielis, 1997
- Platyptilia ardua McDunnough, 1927
- Platyptilia barbarae Ustjuzhanin et Kovtunovich, 2010
- Platyptilia benitensis Strand, 1913
- Platyptilia calodactyla (Denis & Schiffermüller, 1775)
- Platyptilia carduidactyla (Riley, 1869)
- Platyptilia celidotus (Meyrick, 1885)
- Platyptilia censoria Meyrick, 1910
- Platyptilia claripicta Fletcher, 1910
- Platyptilia comorensis Gibeaux, 1994
- Platyptilia comstocki Lange, 1939
- Platyptilia corniculata Meyrick, 1913
- Platyptilia cretalis Meyrick, 1908
- Platyptilia daemonica Meyrick, 1932
- Platyptilia davisi Gielis, 1991
- Platyptilia dimorpha Fletcher, 1910
- Platyptilia diversicilia Filipjev, 1931
- Platyptilia dschambiya Arenberger, 1999
- Platyptilia emissalis (Walker, 1864)
- Platyptilia empedota Meyrick, 1908
- Platyptilia euctimena Turner, 1913
- Platyptilia farfarellus Zeller, 1867
- Platyptilia fulva Bigot, 1964
- Platyptilia gentiliae Gielis, 1991
- Platyptilia gondarensis Gibeaux, 1994
- Platyptilia gonodactyla (Denis & Schiffermüller, 1775)
- Platyptilia gravior Meyrick, 1932
- Platyptilia grisea Gibeaux, 1994
- Platyptilia humida Meyrick, 1920
- Platyptilia iberica Rebel, 1935
- Platyptilia ignifera Meyrick, 1908
- Platyptilia implacata Meyrick, 1932
- Platyptilia infesta Meyrick, 1934
- Platyptilia interpres Meyrick, 1922
- Platyptilia isodactylus (Zeller, 1852)
- Platyptilia johnstoni Lange, 1940
- Platyptilia kozanica Fazekas, 2003
- Platyptilia locharcha Meyrick, 1924
- Platyptilia longalis (Walker, 1864)
- Platyptilia maligna Meyrick, 1913
- Platyptilia melitroctis Meyrick, 1924
- Platyptilia molopias Meyrick, 1906
- Platyptilia montana Yano, 1963
- Platyptilia morophaea Meyrick, 1920
- Platyptilia nemoralis Zeller, 1841
- Platyptilia odiosa Meyrick, 1924
- Platyptilia omissalis Fletcher, 1926
- Platyptilia onias Meyrick, 1916
- Platyptilia patriarcha Meyrick, 1912
- Platyptilia pauliani Gibeaux, 1994
- Platyptilia percnodactyla (Walsingham, 1880)
- Platyptilia periacta Meyrick, 1910
- Platyptilia peyrierasi Gibeaux, 1994
- Platyptilia picta Meyrick, 1913
- Platyptilia postbarbata Meyrick, 1938
- Platyptilia profunda Yano, 1963
- Platyptilia pseudofulva Gibeaux, 1994
- Platyptilia pygmaeana Strand, 1913
- Platyptilia rhyncholoba Meyrick, 1924
- Platyptilia sabius (Felder & Rogenhofer, 1875)
- Platyptilia sciophaea Meyrick, 1920
- Platyptilia semnopis Meyrick, 1931
- Platyptilia sogai Gibeaux, 1994
- Platyptilia spicula Gielis, 2006
- Platyptilia strictiformis Meyrick, 1932
- Platyptilia tesseradactyla (Linnaeus, 1761)
- Platyptilia thiosoma Meyrick, 1920
- Platyptilia thyellopa Meyrick, 1926
- Platyptilia toxochorda Meyrick, 1934
- Platyptilia vilema B. Landry, 1993
- Platyptilia vinsoni Gibeaux, 1994
- Platyptilia violacea Gibeaux, 1994
- Platyptilia wasburnensis McDunnough, 1929
- Platyptilia williamsii Grinnell, 1908